# Варшавский дневник
Варша́вский дневни́к (пол. Dziennik Warszawski) — официальная газета Царства Польского, издававшаяся на польском и русском языках в 1864—1917 годах.

## История
Начало официальной прессы в губерниях Царства Польского восходит к 1824 году, когда появился «Monitor Warszawski» («Варшавский монитор»), пользовавшийся казённой субсидией.
С 1829 года газета стала выходить под именем «Dziennik Powszechny» («Дзенник повшехны», «Всеобщий дневник») и находилась в ведении комиссии духовных дел и народного просвещения, но сдана по контракту в частные руки.
В 1838 году осознана необходимость иметь газету на русском языке, и с этого года появилась официальная газета Царства Польского, выходившая ежедневно, кроме праздников, и печатавшаяся на двух языках; ею ведала правительственная комиссия внутренних и духовных дел и народного просвещения. Из доходов Царства ей определена была субсидия в 20 000 злотых ежегодно, а в 1848 году уменьшена на 1502 руб.
С 1 октября 1861 года её снова заменил «Dziennik Powszechny».
С 1 октября 1864 года газета получает название «Варшавский дневник», начавший выходить двумя отдельными изданиями, на польском и на русском языках. Каждая часть имела особого редактора, а во главе всего издания находилось лицо, носившее звание директора официального дневника Царства Польского.

## Характеристика
Русская газета должна была заключать в себе «известия из России для русских, живущих в Царстве», а с другой стороны — «иметь задачею уяснение публике польского вопроса и поддержание внимание к нему русского общества». На издание русской части отпускалось 18 200 руб. В первое время газета довольно удачно выполняла своё назначение и расходилась в количестве 2000 экземпляров; но в 1870-х гг. число расходившихся экземпляров доходило лишь до 300.
В 1870 года редакция поручена одному лицу, а с 1874 года стало выходить одно издание на русском языке, с официальною частью на обоих языках.
21 декабря 1879 г. «Варшавский дневник» передан в непосредственное ведение варшавского генерал-губернатора, с подчинением предварительному цензурному просмотру особого чиновника, им назначаемого.

## Редакторы
Редакторами русского «Варшавского дневника» были: в 1864—1869 годах Н. и Л. Павлищевы, в 1870 году — Барч, в 1870—1874 годах — П. И. Вейнберг, 1874—1877 годах — Η. В. Берг, в 1877—1880 годах — князь Н. Н. Голицын; после него П. К. Щебальский, затем А. Наумов, затем  П. А. Кулаковский, А. Т. Тимановский.